# Arenophryne
Az Arenophryne a kétéltűek osztályának békák (Anura) rendjébe és a Myobatrachidae családba tartozó nem.

## Elterjedése
A nembe tartozó fajok Nyugat-Ausztrália indiai-óceáni parti területein, Shark Baytől a Kalbarri Nemzeti Parkig honosak. Mindkét faj a parti homokdűnés környezetben él. A két fajt korábban egy fajnak vélték, ám a genetikai vizsgálatok különbséget találtak a déli és az északi populáció között.  A párzás a nedvesebb téli hónapok során a föld alá vájt üregekben történik. A petéket a nőstény az üregekbe helyezi, ahol azok közvetlen kifejlődéssel kis békákká alakulnak át.

## Rendszerezés
A nembe az alábbi fajok tartoznak:
- Arenophryne rotunda Tyler, 1976
- Arenophryne xiphorhyncha Doughty & Edwards, 2008